# Григорий Бейдов
Григорий Бейдов е български свещеник, учител, председател на Костурската българска община.

## Биография
...азъ бѣхъ останалъ единствения българинь въ града. Възстанието се започна и въ началото то все ужась между гръцкото и турско население въ Костуръ. Нъ скоро пристигна много войска отъ Населица. Тукъ се настани и самиятъ командантъ Хюсейнъ паша. Колко войска се бѣше натрупала, не зная, нъ фактъ бѣше, че тя заминаваше и пакъ се завръщаше, безъ да може да потуши движението. На 24 юлий войскитѣ, които стоеха около града, почнаха да стрѣлятъ върху двама дюлгери отъ Апоскепъ, които влизаха въ града. Турското население силно се растревожи и се завзе за оръжието. То се спусна по ханищата да търси българи изъ селата и да ги нападне. Тъкмо тогава докараха въ Подзери на брѣга на езерото българския свещеникъ Василий отъ с. Личища заедно съ сина му. Трагична бѣ неговата смърть. Нещастниятъ свещеникъ, съ свързани отзадъ рѫцѣ, не успѣ да го прѣдставятъ на командантина. Разярената тълпа се хвърли върху него, колъ му заби въ устата и го посипа съ камъни. На другата страна на езерото, по пѫтя къмъ Фурка, солдати застигнаха българския свещеникъ Костадинъ отъ Четирогъ и го убиха. Отпослѣ той се намѣри съ отрѣзана глава и промушенъ на нѣколко мѣста. Сѫщиятъ день съ камъни бѣха убити и четирима първенци отъ с. Мокрени. Азъ яко се затворихъ въ кѫщи. Полицейски ме потърсиха. Прѣдложи ми се да напусна квартирата, дѣто живѣехъ, и да се прѣнеса въ друга, или заедно съ сѣмейството си да се поселя въ нѣкой ханъ. Помислихъ си, че и за менъ е настѫпилъ критическия моментъ. Не се съобразихъ съ исканието на полицията. Вика ме командантинътъ и ме покани като духовенъ глава да съвѣтвамъ съ писма населението по селата да не се бунтува. Азъ се отказахъ отъ такъва една услуга да направя, като обяснихъ на пашата, че възстаналото население не се усмирява съ думи, а съ орѫжие. Командантинътъ ме отпусна. Не се боехъ вече, нъ и вънъ не се показвахъ. Пазарь никакъвъ не ставаше, нищо не се внасяше отъ вънъ. Цѣнитѣ на продуктитѣ за ядене много се покачиха. Една ока брашно стигна да се продава 5 гроша. Вече не можеше да се живѣе. Населението почти гладуваше. Дойде и 14 августъ. Въ града пристигнаха многобройни войски. Всички училища се отвориха за войскитѣ. На 17 поканиха и мене да отворя българското училище. Съгласихъ се да направя това, като помолихъ да ми се даде кѫсъ срокъ, за да се изнесатъ вещитѣ отъ училището и параклиса. До като азъ се готвѣхъ да направя това, гръцкиятъ владика Каравангели влѣзълъ съ войска, изпочупилъ портретитѣ въ училището и кандилата въ параклиса, като е грабналъ и изнелъ по скѫпитѣ вещи. Войскитѣ едва прѣди мѣсецъ освободиха училището. Повикаха ме да ми го прѣдадатъ, ала азъ не го приехъ, защото въ него и параклиса останаха само голи стѣни. Властьта тогава го запечати, та и до сега стои така. Нъ гръцкиятъ владика не се задоволи само съ тоя си подвигъ. Той се възползува отъ положението, когато цѣлата страна бѣ окупирана отъ многобройни войски, излѣзе по селата и извърши редъ злодѣяния, за които ца друго мѣсто би билъ сѫденъ като истински разбойникъ. Той прѣдлагаше на населението и на свещеницитѣ да подписватъ заявления, че ставатъ гърци. Който се противѣше, убиваше се. Така мѫченически загинаха по исканието на гръцкия митрополитъ, освѣнъ двамата свещеници, които по-горѣ споменахъ, още и свещ. Михаилъ стъ с. Апоскепъ, свещ. Трифунъ отъ с. Вишени, свещ. Данаилъ отъ с. Мокрени и свещеницитѣ отъ Черновища и Дрѣновени. А ония български свещеници, които не успѣха да убиятъ, хвърлиха ги въ затворъ, дѣто и до сега лежатъ. Чисти екзархийски села не останаха въ епархията. Нъ скоро бурята замина. Българското население сега вече гледа на гръцкия владика, като на най голѣмъ свой неприятель и счита себе си въ духовно отношение, така както е било прѣди възстанието. Даже и ония български села, които до възстанието сѫ зависѣли духовно отъ Патриаршията, сега я отхвърлятъ, като гледатъ дѣлата на владицитѣ. Подписанитѣ заявления прѣзъ врѣме на потушвание на възстанието отъ само себе се анюлиратъ.
Григорий Бейдов е роден в голямото българско костурско село Косинец, Османската империя, днес Йеропиги, Гърция. Става свещеник. В учебната 1882/1883 година е назначен от София за български учител в българското училище в Костур. В същото време Екзархията в Цариград назначава за учител в града Златко Каратанасов. В Костур Каратанасов и Бейдов уреждат българска училищна община. По-късно Бейдов влиза в конфликт с Панайот Дъмбенски. Уволнен е поради нехайство. Каратанасов сам ръководи костурското училище, а Бейдов е произведен в йеромонашески чин, и е назначен в 1883/1884 учебна година в Дъмбени.
В 1885 година в резултат на интриги от страна на митрополит Кирил Костурски Григорий Бейдов и отец Търпо Поповски са арестувани и отведен в Билища, а след това са затворени в Корча. Осем месеца Поповски и Бейдов лежат в затвора без произнесена присъда и са освободени чак на 10 декември същата година, но са изпратени в Битоля, без право да напускат града, където прекарват седем месеца без работа и право да пътуват. В 1886 година Поповски и Бейдов са освободени, но без право да учителстват. Двамата заминават за Цариград да докладват на Екзархията, откъдето отново назначават Бейдов в Костур.
Бейдов е председател на Костурската българска община докъм 1890 година, оставяйки противоречиви отзиви за дейността си. Според спомените на Пандо Кляшев заради провинения Екзархията изпраща Бейдов в манастир в България. Оттам той избягва в Сърбия, която около 1896 година го изпраща с мисия да отваря сръбски училища в Костурско. Усилията на сръбската пропаганда са осуетени от ВМОРО и нейния деец Лазар Поптрайков. Бейдов се завръща в Сърбия и става сърбоманин.